# Göygöl (distrikt)
Göygöl är ett distrikt i Azerbajdzjan. Det ligger i den västra delen av landet, cirka 300 kilometer väster om huvudstaden Baku. Antalet invånare är 54 861.

## Orter
- Göygöl (huvudort)
- Azizbekov
- Qızılca
- Uchtepe
- Chaykend
- Quşqara
- Voroshilovka
- Ali-Bayramly
- Dzhyumshyudlyu
- Zurnabad
- Yeni Zod
- Mirzik
- Nadil
- Toğanalı
- Çaylı
- Yolqulular
- Dozular
- Karakeshish
- Alimadtli
- Qarabulaq
- Mixaylovka

## Geografi

### Berg
- Gora Kyapaz
- Gora Tyulyak

### Sjöar
- Göygöl
- Maralgöl

### Klimat
Trakten runt distriktet Göygöl består i huvudsak av gräsmarker. Runt distriktet Göygöl är det ganska tätbefolkat, med 52 invånare per kvadratkilometer.